# Saperda punctata
Saperda punctata es una especie de escarabajo longicornio del género Saperda, subfamilia Lamiinae. Fue descrita científicamente por Linné en 1767.
Se distribuye por Albania, Argelia, Alemania, Austria, Bielorrusia, Bosnia y Herzegovina, Bulgaria, Córcega, Croacia, España, Francia, Grecia, Hungría, Italia, Letonia, Macedonia, Malta, Moldavia, Polonia, Rumania, Rusia europea, Cerdeña, Sicilia, Eslovaquia, Eslovenia, Suiza, República Checa, Turquía, Ucrania (Crimea) y Yugoslavia. Mide 11-18 milímetros de longitud. El período de vuelo ocurre en los meses de mayo, junio, julio y agosto.

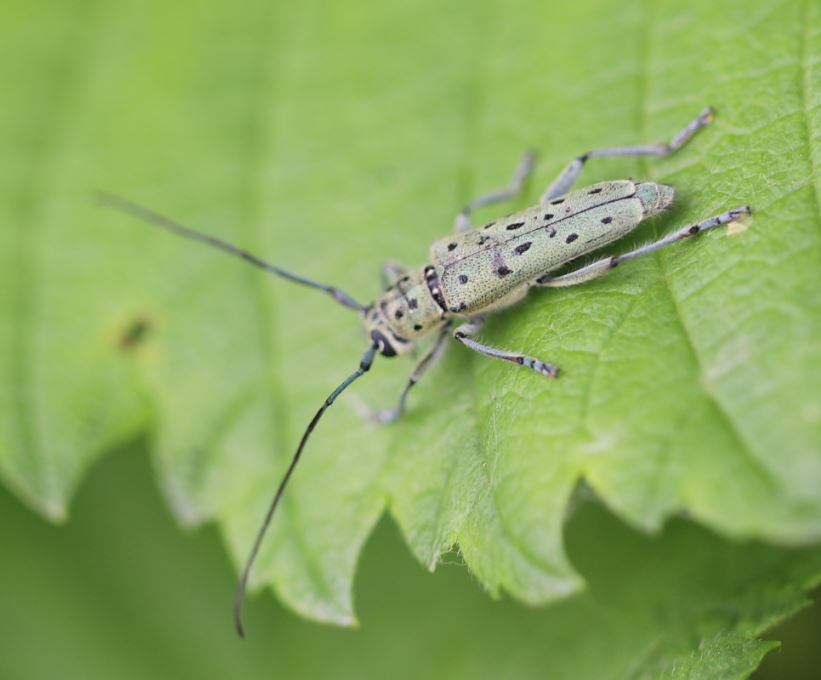
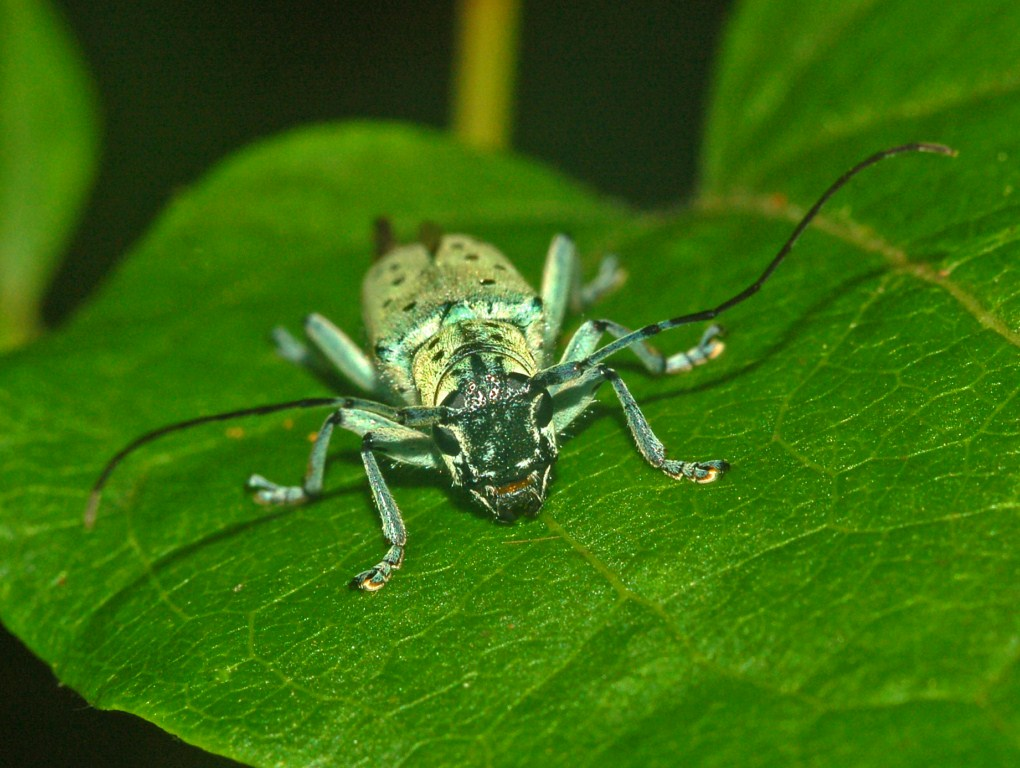
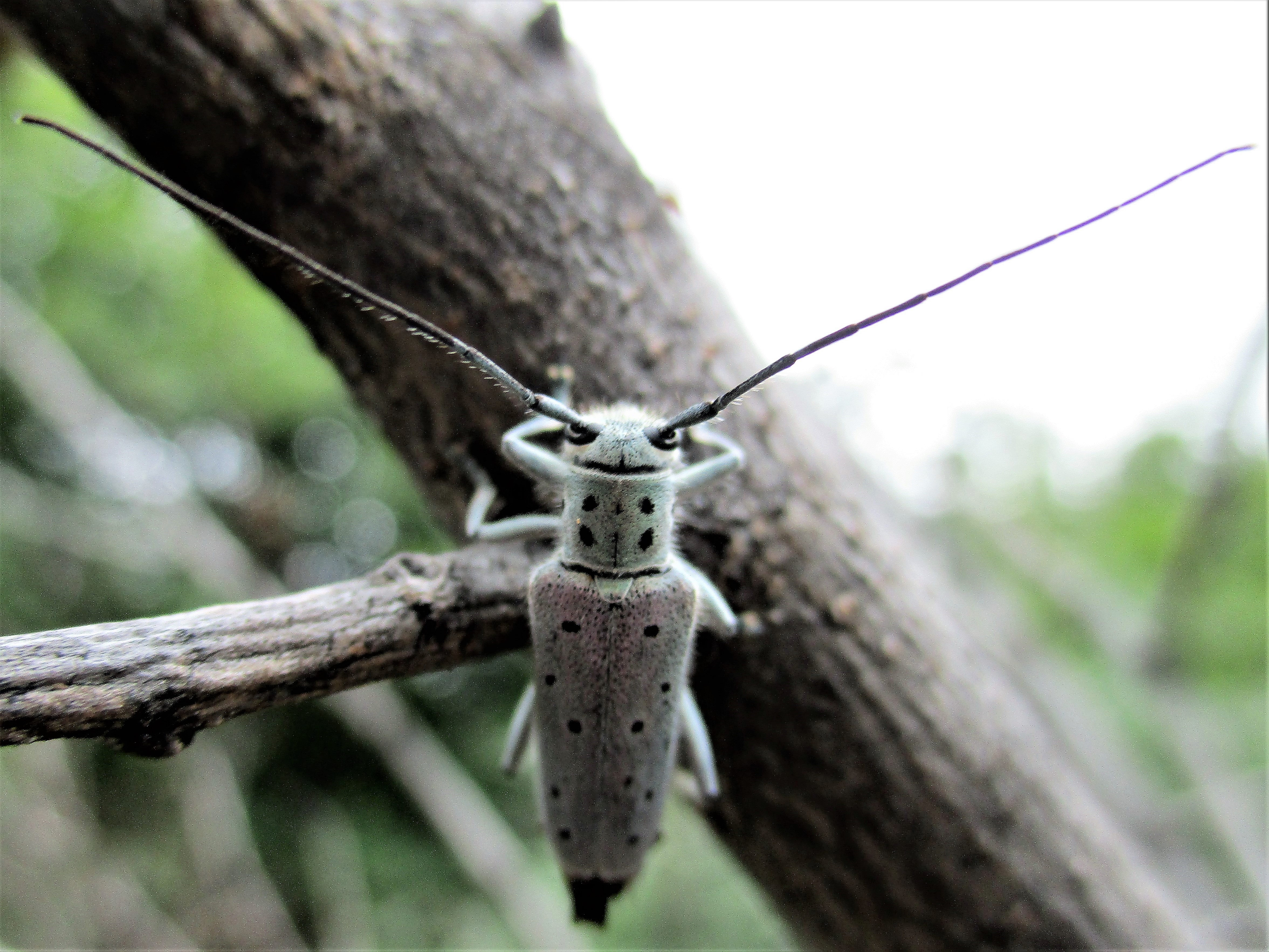
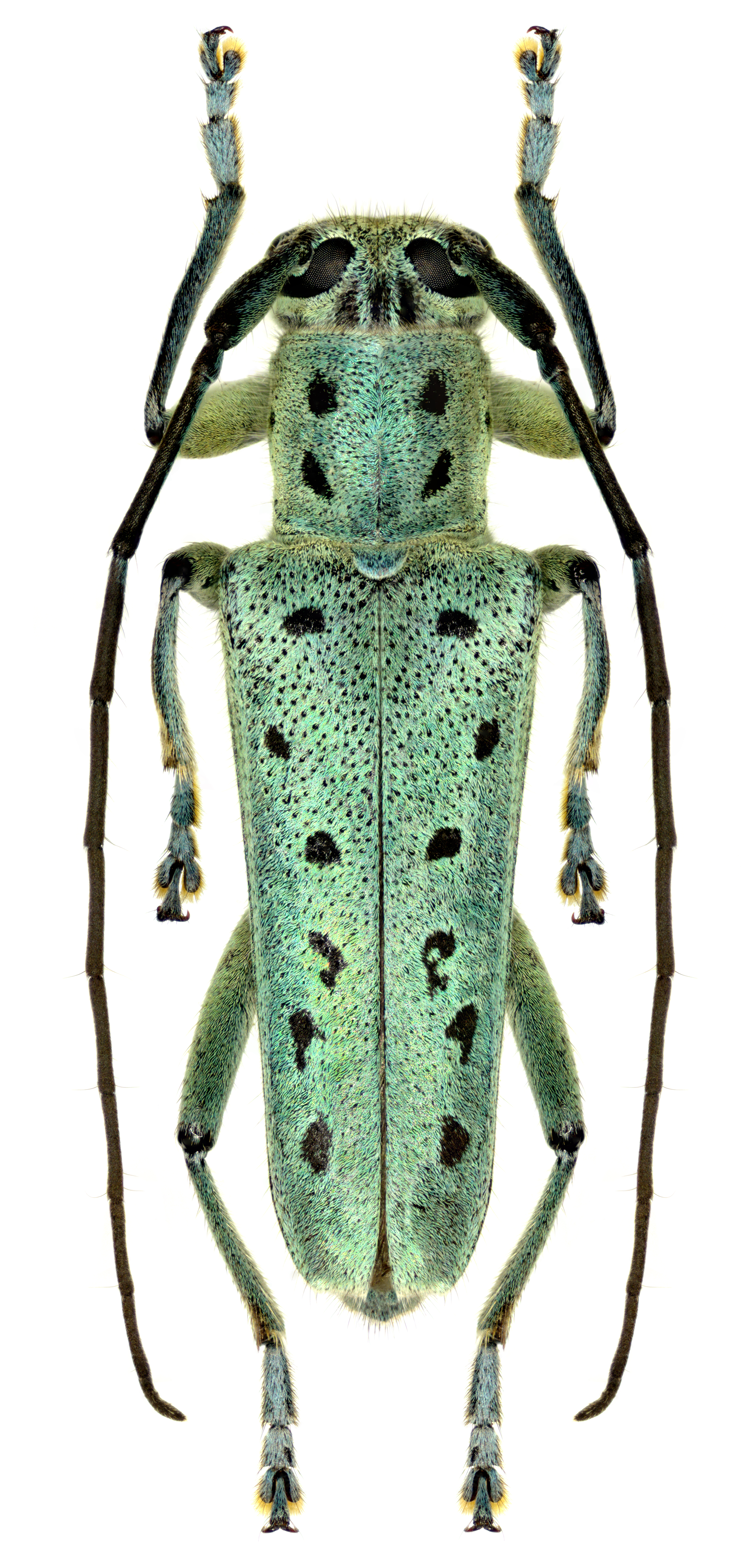
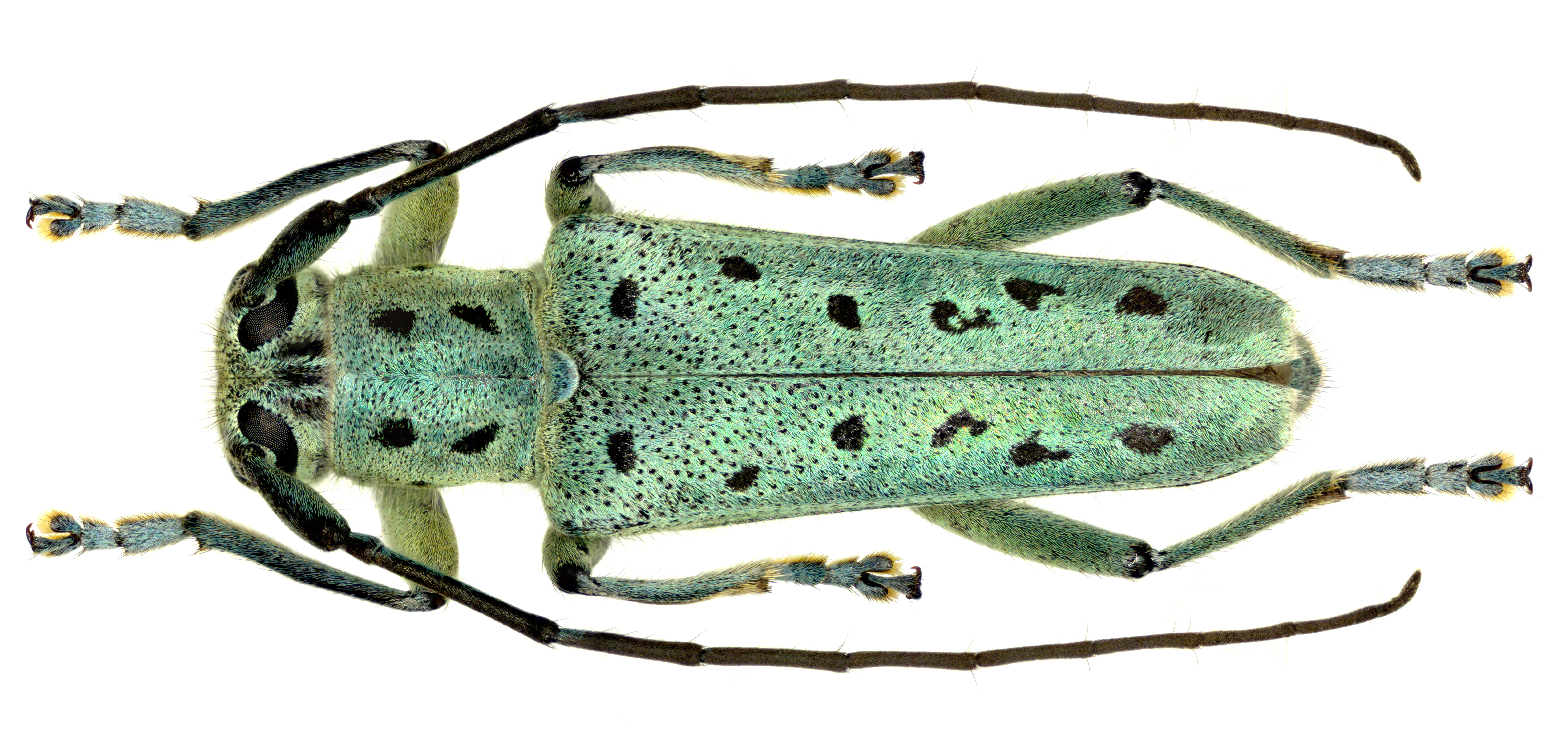